# Distretto di Providencia
Il distretto di Providencia è un distretto del Perù nella provincia di Luya (regione di Amazonas) con 1.448 abitanti al censimento 2007 dei quali 265 urbani e 1.183 rurali.
È stato istituito il 18 giugno 1987.

## Località
Il distretto è formato dall'insieme delle seguenti località:
- Providencia
- Huingo
- Gramalote
- San Antonio
- Cruz Lomas
- Lima Yacu
- El Carmelo
- Nuevo Chota
- Hondul
- Las Palmas
- San Pedro
- La Playa Jumith
- Trapichepampa
- Chirapa
- Huidac
- La Libertad